# Ann Valérie Timothée Milfort
Ann Valérie Timothée Milfort (phát âm tiếng Pháp: [an valeʁi timɔte milfɔʁ], sinh năm 1973 tại Bỉ), là người đứng đầu nội các cán bộ của Haiti. Bà là chủ tịch hiện tại của Parti haïtien Tèt Kale, PHTK 

## Thời trẻ và giáo dục
Là mộ cựu học sinh của Chị em Thánh Giuse Cluny, Ann Milfort có bằng Khoa học Xã hội và Toán học từ collège Jean-de-Brébeuf ở Montréal trong năm 1991 và 1992. Bà vào Đại học Montréal năm 1992, lấy bằng cử nhân kinh tế năm 1996. Bà đã lấy bằng thạc sĩ tại Đại học Quốc tế Florida năm 1997 và bằng thạc sĩ về Giới tính và Nhân quyền của Đại học Rutgers, Trường Chính sách công và Quy hoạch đô thị Edward J. Bloustein năm 2005.

## Sự nghiệp chính trị

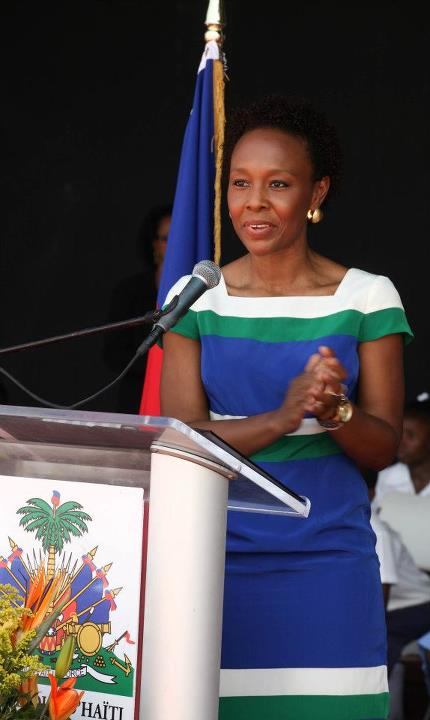
Milfort, trong một bài phát biểu tại Haiti

Là một cố vấn kỹ thuật cao cấp cho Nội các Bộ trưởng về Tình trạng và Quyền của Phụ nữ từ năm 2006 đến 2010, bà đã tích cực hoạt động với khả năng của mình như một nhà tư vấn độc lập về các vấn đề phụ nữ cho các tổ chức phi chính phủ và khu vực tư nhân Haiti. Với sự hỗ trợ của Quỹ V-Day, Ann Milford, với tư cách là điều phối viên, trong việc thực hiện trung tâm trú ẩn đầu tiên do Nhà nước điều hành cho những phụ nữ bị đánh đập và lạm dụng. Ngoài ra, bà đóng khung và khuyến khích phụ nữ gắn kết các tổ chức cơ sở và lao động để giảm bớt nỗi khổ của phụ nữ nhiễm HIV.
Sau cuộc bầu cử năm 2011, bà trở thành Điều phối viên của Văn phòng Đệ nhất phu nhân Cộng hòa. Sau đó, cô được gọi đến Ủy ban Tạm thời về Tái thiết Haiti (IHRC) với tư cách là Giám đốc điều hành từ tháng 7 năm 2011 đến tháng 2 năm 2012. Kể từ ngày đó, bà liên tiếp giữ các vị trí Phó Giám đốc và Giám đốc Văn phòng Tổng thống Cộng hòa Haiti.

## Cuộc sống cá nhân
Ann Milfort thông thạo tiếng Pháp, tiếng Haiti Creole và tiếng Anh. Ann Milfort đã kết hôn và có hai con.